# Antyle Holenderskie na Letnich Igrzyskach Olimpijskich 1992
Antyle Holenderskie na Letnich Igrzyskach Olimpijskich 1992 reprezentowało 4 zawodników, 3 mężczyzn i 1 kobieta.

## Lekkoatletyka
Mężczyźni
- James Sharpe

Bieg na 110 m przez płotki - odpadł w pierwszej rundzie

## Strzelectwo
Mężczyźni
- Michel Daou

Trap - 54. miejsce

## Żeglarstwo
Mężczyźni
- Constantino Saragoza

Klasa Windsurfer - 38. miejsce
Kobiety
- Bep de Waard

Klasa Windsurfer - 22. miejsce